# Alejandro Rejón Huchin
Wilberth Alejandro Rejón Huchin (Mérida, Yucatán, 18 maja 1997) – meksykański poeta, menadżer kultury i dziennikarz. Niektóre z jego tekstów zostały przetłumaczone na arabski, włoski, rumuński, grecki, francuski, kataloński i bengalski.

## Życiorys
Dyrektor pisma literackiego Marcapiel, był stypendystą Festiwalu Kultury Interfaz w Méridzie w 2016 roku. Publikował w kilku krajowych i międzynarodowych czasopismach i antologiach, takich jak: Poetas Allende de los mares (Hiszpania, 2019), Poetas del cosmovitral (Governo de Toluca, 2018 ), Pamięć 15 Międzynarodowego Festiwalu Poezji Quetzaltenango (Editorial Metáfora, 2019) i Fragua de preces (Editorial Alicios culture, Hiszpania, 2020). Jako przedstawiciel swojego kraju brał udział w kilku wydarzeniach literackich w Gwatemali i na Kubie. W marcu 2019 stworzył i wyreżyserował I Międzynarodowe Spotkanie Literatury i Edukacji na Międzynarodowych Targach Czytelnictwa w Yucatán. Jest współautorem kulturalnym kilku gazet, takich jak La Revista Peninsular, Senderos del Mayab i La Verdad. Jako antolog redagował antologię poezji współczesnej Jukatanu dla meksykańskiego magazynu Círculo de Poesía. Otrzymał międzynarodową nagrodę Harolda von Iora w dziedzinie poezji.

## Opublikowane książki
- Przebieg wyzwania, Argentyna, artykuł wstępny poezji Buenos Aires, 2019.[6]
- Broken Water of Dreams, Stany Zjednoczone, artykuł wstępny Primigenios, 2020.[7]
- Thirst lightning, Chile, Andesgraund artykuł redakcyjny, 2020.[8]